# RFSL Newcomers

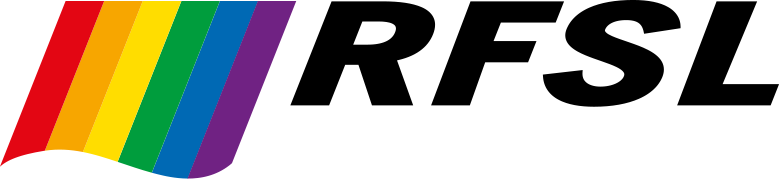
RFSL Newcomers är ett nätverk inom RFSL

RFSL Newcomers är ett nationellt nätverk inom RFSL för asylsökande, papperslösa och nyanlända HBTQI-personer i Sverige. Nätverket anordnar sociala träffar liksom erbjuder juridisk vägledning för asylsökande HBTQI-personer.

## Priser och utmärkelser
| Pris                                           | År   |
| ---------------------------------------------- | ---- |
| Hedeniuspriset                                 | 2016 |
| QX Gaygala i kategorin "Keep up the good work" | 2016 |
| Nelson Mandela-priset                          | 2017 |
| UNDP:s pris i kategorin "Bästa inkludering"    | 2018 |